# Syngrapha simplex
Syngrapha simplex là một loài bướm đêm trong họ Noctuidae.